# マルクス・レーニン主義
マルクス・レーニン主義（マルクス・レーニンしゅぎ）は、マルクス主義の一つの潮流であり、ボリシェヴィズム、ロシア・マルクス主義の中心でもある。ロシア革命を成功させたボリシェヴィキの指導者ウラジーミル・レーニンの死後に権力を握ったヨシフ・スターリンが1924年4月のスベルドロフスク大学で行った講演《レーニン主義の基礎について》で提唱された、「レーニンが カール・マルクスを正しく承継した」と強調するために作られた用語である。コミンテルンを通じて、世界中に拡散された。レーニン主義・ボリシェヴィキズム・共産主義・スターリニズムとも呼ばれる。

現在存続している中で、マルクス・レーニン主義を憲法で掲げている社会主義国家。残存する社会主義を唱える国家の中でも、北朝鮮は中ソ対立の中で金日成が考案した主体思想を1967年から「マルクス・レーニン主義をより発展させた」とし、自国の「唯一思想」として唱えている。1972年12月から憲法にも盛り込まれた。

Marx-Leninにちなみ、MLとも略される。

## 理論

現在も存続しているマルクス・レーニン主義の国家
かつて存在したマルクス・レーニン主義の国家

### 世界認識、経済学、社会主義論
マルクス主義を参照。
帝国主義論
資本主義は、資源と労働力と市場の確保のため、植民地争奪戦争を必然化するとする。

### 戦略論
プロレタリア独裁
革命後、全ての生産手段が社会化される共産主義に至るまでの時期には、反革命勢力となるブルジョワジーが残存しており、革命勢力であるプロレタリアートは奪った権力を行使して、これを抑圧しなければならないとする。後にスターリンはマルクス・レーニン主義を定式化するにあたり、レーニンにおいては共産主義に至る前段階であったプロレタリアート独裁期を社会主義であるとした。
レーニンにとって｢独裁｣とは、｢直接に暴力に立脚し、どんな法律にも拘束されることのない権力｣のことであった。（実際にはエスエル、メンシェビキその他の政党は、ソビエト体制下でもソビエトに参加していた。ところが反革命のテロ活動を行ったとして、レーニンはこれらの政党を禁止した。）そのため、レーニン直属のチェーカーなどの抑圧機関が無制限に国民の粛清を行った。チェーカーは1922年にGPUと改名して、スターリン時代も国民の大粛清を行った。これにより、元貴族や資産家、クラークばかりでなく、体制に反対した市民などが「人民の敵」として無制限に処刑され、他の共産圏でも踏襲された。
永続革命論
一国でプロレタリアートの政権が成立しても、目標を実現したことにはならず、目標は全世界で共産主義社会を実現することにあるとする世界革命論を発展させ、一国でのプロレタリアートの政権の成立はそれだけでは社会主義社会への移行には不十分で、特に後進国の場合、プロレタリアートの政権の維持そのもののために、他国での連続した革命が必須であり、それを可能にするためには最初からプロレタリアートが革命をリードする必要があり、また既に権力の奪取が成功した国では止むことのない改革が必要であるとした。レーニンは当初、二段階革命論を主張し、永続革命論を主張するトロツキーと対立していたが、帝政の崩壊後永続革命論の立場に転じ四月テーゼを発表した。一国社会主義を標榜するスターリンはマルクス・レーニン主義を定式化するときに永続革命論を否定したので、ソビエトでは継承発展されず、トロツキーの思想の系譜につながる人々やアントニオ・グラムシなど西欧のマルクス主義者が継承し、形を変えながらも発展させた。
帝国主義戦争の内乱への転化（革命的祖国敗北主義）
自国が帝国主義戦争を起こすに至ったら、労働者は自国の戦争での勝利のために闘うのではなく、戦争に乗じて階級闘争を激化させ現体制を打倒するために闘うべきだとした。レーニンはこのようにして第一次世界大戦時に革命を成功させ、ロシアを戦争から離脱させた。

### 前衛党論
レーニンは自らの党組織論をおおむね『何をなすべきか』（1902年）において記している。これは労働組合主義を「経済主義」と呼んで批判する論争的な著作である。
レーニンは革命の可能性について自然発生性よりも目的意識性を重視した。そのうえで革命への目的意識は外部からプロレタリアートに注入できるとも考え、革命理論はプロレタリアートの外側から知識人が持ち込むものと考えた（この点まではカール・カウツキーと一致している）。加えて、それゆえに実際の党組織と労働者組織は峻別されるべきだと考えた。これらの運動論・党組織論は次のように実践された。
職業革命家により構成される党
ドイツ社会民主党を範とするメンシェヴィキは、大衆に開かれた党を主張した。メンシェビキを率いるマルトフは、党の指導のもと、個人的に党活動に参加すべきであると考えていた。
しかし、「党員は党組織の一部を担う」べきだと主張しつづけていたレーニンは、大衆に開かれた党を官憲に開かれた党であるとした。そのうえで言論の自由のないロシアでは、革命党は職業革命家の党にならざるを得ないとした。のちに、これらの党専従活動家・党官僚がノーメンクラトゥーラと呼ばれる特権階級と化してしまうという皮肉が現出した。
民主集中制
もともとは「分派結成の自由」も含めた異論の表明は保障するが、少数は多数の「決定」に従わなければならない、とする組織原則。ボルシェビキは、17年革命以前は分派結成の自由を保障していた。革命後の内戦・帝国列強のロシア侵入に対する戦争の中で「指導部の指導力」を強める必要から、ロシア共産党は1921年に一時的な措置として「分派の結成」を禁止した。スターリンは、レーニンの死後、「党は討論クラブではない」として、「分派の禁止」を「民主集中制の原則」にまで高めた。以後、第二次大戦後も各国共産党は、「分派を禁止する一枚岩の組織原則としての民主集中制」を保持し続けた。それは党内討論よりも指導部による方針の上意下達を優先する、各国の共産党を例外なく蝕んだ「組織内官僚主義」の組織論的根拠となったと言えよう。（民主集中制の組織原則は党の方針について、全党的な議論をする、多数決によって決定された方針の正誤は、全党の実践を通じて検証するという組織原則である。民主集中制の組織原則を乱暴に破壊したのはスターリンであるとされる。スターリンはレーニン死後、指導部の90%余りの幹部を粛清して独裁体制をつくりあげた。）
一国一前衛党論
レーニンは第三インターナショナル（コミンテルン）結成に際して、「支部承認」を求める組織に「社会民主主義からの訣別の証」として「（国名）共産党・共産主義インターナショナル支部」と名乗ることを義務付けた。また、一国で複数の共産主義組織の加入申請があった場合はどれか一つ、もしくは組織の統一をさせたうえで支部承認した。しかし、初期のコミンテルンは「一国一支部」を原則としながらも、「コミンテルン支部以外の共産主義組織」を「イコール敵対者」と定義していたわけではない。ドイツ共産党(KPD)から分裂したドイツ共産主義労働者党(KAPD)も、コミンテルンのシンパ支部として受け入れられた。このコミンテルンの原則を「統一した党は革命の司令部であり、司令部がいくつもあったら命令指揮系統が混乱する」とする「一国一前衛党論」として「原則」にまで高めたのはスターリンである。その結果、スターリン指導下のコミンテルンによる「一国一前衛党論」は、各国支部以外の共産主義組織に対して「反革命トロツキスト」（それは必ずしもトロツキー派の組織ではなくてもレッテルを貼って攻撃した）などと激しく攻撃する「セクト主義」の論理として機能していくことになる。コミンテルンに対抗して1938年に結成されたレフ・トロツキーの第四インターナショナルも「一国一支部の承認」を原則としているが、自派以外の共産主義組織の存在を認める「複数主義」の立場をとっている。

## 議論・批判
20世紀から21世紀現在にかけて、マルクス・レーニン主義の理論、およびその実践については、各項目について詳細かつ膨大な議論と批判が、哲学、政治学、経済学、社会学、歴史学など様々な分野でなされてきた。総合的な議論の詳細については「マルクス主義批判」を、マルクス経済学およびマルクス・レーニン主義国家の政策についての批判と議論については「マルクス経済学への批判」を参照。